# Oxalis virgata
Oxalis virgata är en harsyreväxtart som beskrevs av Henry Hurd Rusby. Oxalis virgata ingår i släktet oxalisar, och familjen harsyreväxter. Inga underarter finns listade i Catalogue of Life.